# کی‌اف-۲۱
کی‌اف-۲۱ (انگلیسی: KAI KF-21 Boramae) یک جنگنده نسل ۴٫۵ چندمنظوره محصول مشترک کره جنوبی و اندونزی است که برای نیروی هوایی این دو کشور خدمت خواهد کرد. پیمانکار اصلی این جنگنده دولت کره جنوبی است که ۶۰ درصد از هزینه پروژه را پذیرفته‌است؛ ۲۰ درصد بودجه توسط اندونزی و ۲۰ درصد دیگر توسط شرکتهای خصوصی فراهم خواهد شد. این جنگنده دارای تجهیزات و الکترونیک جنگنده نسل پنجم است ولی از آنجایی که محفظه بمب ندارد، نمی‌تواند مهمات خود را درون بدنه نگهدارد و به همین دلیل نمی‌تواند در رده جنگنده‌های نسل پنجم طبقه‌بندی شود. پیش‌نمونه جنگنده در سال ۲۰۲۱ کامل شد و قرار شد تا سال ۲۰۲۸ آماده شود و تولید آن تا سال ۲۰۳۴ ادامه داشته باشد و تعداد ۱۲۰ فروند از آن برای اندونزی و کره جنوبی تولید شود. همچنین برای صادرات نیز موجود خواهد بود. این پروژه در اندونزی با نام IF-X شناخته می‌شود که حرف I معرف اندونزی است. جاکارتا اعلام کرده که پس از تکمیل این هواپیما، نام آن را F-33 خواهد گذاشت.
(۵ ژانویه ۲۰۲۳) صنایع هوافضای کره‌جنوبی، نخستین پرواز آزمایشی سومین نمونه اولیه جنگنده چند منظوره این کشور با نام KF-21 (با شماره بدنه "003") را انجام داد.

## پس زمینه

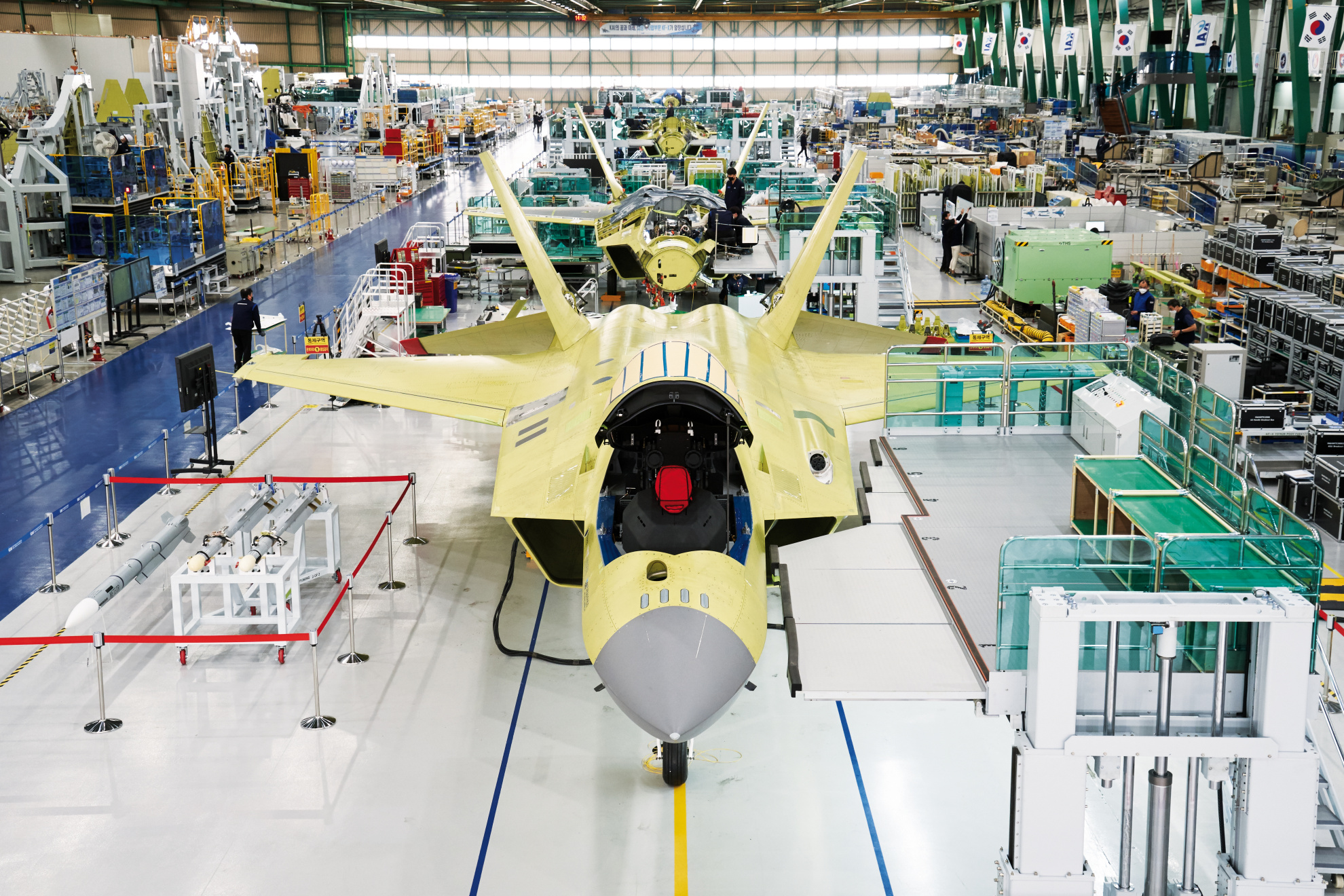
خط تولید کی‌اف-۲۱

طرح تولید یک جنگنده چندمنظوره در کره جنوبی در سال ۲۰۰۱ به دلیل نیاز نیروی هوایی کره برای بازنشسته کردن جنگنده‌های نورثروپ اف-۵ و مک‌دانل داگلاس اف-۴ فانتوم ۲ ارائه شد. پیش‌نیاز تعیین شده توسط نیروی هوایی کره جنوبی اینگونه عنوان شد که جنگنده جدید باید در حد و اندازه‌های داسو رافال و یوروفایتر تایفون باشد ولی برد عملیاتی آن ۵۰ درصد از جنرال داینامیکس اف-۱۶ فایتینگ فالکن بیشتر شود. همچنین طول عمر بیشتر از اف-۱۶ و توانایی دیتا لینک تاکتیکی، دارای رادار آرایه اسکن الکترونیکی فعال و اویونیک بهتر و توانایی پرواز ابرپیمایشی باشد. و قدرت مجموع موتورهای آن ۲۰۰ کیلونیوتون باشد و هواپیما بتواند تا سقف پروازی ۱۵ کیلومتر ارتفاع‌گیری کند. ولی دولت کره تصمیم گرفت تا با ارزان کردن پروژه، سطح این هواپیما را به نسل ۴٫۵ کاهش دهد تا از هزینه و سختی‌های این مسیر جلوگیری نماید.

## همکاران بین‌المللی پروژه
پروژه مربوطه با همکاری چندین شرکت اروپایی و آمریکایی انجام خواهد پذیرفت و موتور این پروژه توسط جنرال الکتریک فراهم خواهد شد که از نوع جنرال الکتریک اف۴۱۴ است. کره قصد دارد با کسب لیسانس آمریکا، بخشهای کلیدی این موتور را در خاک خود تولید کند. ساخت رادار برای این جنگنده یک چالش جدی بوده‌است و دو شرکت کره‌ای سخت‌افزاری هانوا، و شرکت نرم‌افزاری لیگ نکست۱ با همکاری شرکت التا سیستمز اسرائیل و گروه ساب سوئد رادار جنگنده را تأمین خواهند نمود. شرکت بریتانیایی صنایع هامپسون مسئول ساخت کانوپی هواپیما خواهد بود و در زمینه افزایش مقاومت برخورد پرنده و کیفیت سامانه‌های اپتیکی با شرکت کره‌ای همکاری خواهد کرد. گروه ترایومف پیمانکاری ساخت گیربکس هواپیما را برعهده گرفته‌است و همچنین تجهیزات مربوط به انتقال قدرت به هیدرولیک‌ها و سامانه‌های دیگر را نیز تولید می‌کند. شرکت آروناتیکال سیستمز که یکی از زیرگروه‌های شرکت کانادایی هروکس-دوتک است نیز پیمانکار ساخت ترمز اضطراری برای هواپیماست. شرکت یونایتد تکنالوجیز پیمانکار ساخت تجهیزات کنترل پیرامونی، فشار کابین، سامانه‌های خنک‌کننده، سوپاپ کنترل جریان هوا و استارتر توربین هوا است. شرکت مارتین بیکر انگلیس پیمانکار ساخت صندلی پرنده و تجهیزات مربوط به ایجکت است. شرکت بریتانیایی کوبهام پیمانکار لانچر آزادسازی موشک، آنتن‌های ارتباطی، مخزن‌های سوخت خارجی و سامانهٔ اکسیژن‌رسانی به کابین خلبان است. شرکت مگیت بریتانیا پیمانکار ساخت ترمز ارابه فرود است و تولید نمایشگرهای کابین خلبان، سنسورهای داخلی و سامانهٔ شناسایی آتش‌سوزی را نیز برعهده دارد. شرکت چندملیتی ام‌بی‌دی‌ای مسئول هماهنگسازی موشک اروپایی «میتیور» است که یک موشک دوربرد و هوا به هوا است که برای فاصله‌های بیش از میدان دید خلبان به کار می‌رود. شرکت انگلیسی البیت سیستمز پیمانکار ساخت سامانهٔ هشدار نزدیک بودن به زمین است. شرکت کورتیس-رایت نیز سامانه‌های مربوط به پروازهای آزمایشی را فراهم خواهد کرد.

## جنجال‌ها
در سال ۲۰۰۹ گزارش شد که یک ژنرال نیروی هوایی جمهوری کره به جرم فروختن اطلاعات محرمانه از این پروژه به گروه ساب دستگیر شد. طبق پرونده قضایی تشکیل شده، وی از اطلاعات محرمانه عکسبرداری کرده و در ازای چندهزار دلار به شرکت سوئدی فروخت. شرکت ساب این ادعاها را رد کرده‌است. در گزارش دیگری عنوان شد که یک شرکت خارجی دیگر که نامش رسانه‌ای نشده‌است با پرداخت رشوه به یکی از اعضای تیم امنیتی در مجموعهٔ تحقیقاتی، موفق شد اطلاعات محرمانه مهمی را از پروژه سرقت کند. به گفتهٔ لی میونگ باک این درز اطلاعات موجب شد که هزینهٔ پروژه به میزان ۲۰ درصد افزایش یابد.
کارشناسان کره‌ای که مخالف این طرح هستند با ناکافی خواندن سطح فناوری کشور کره برای ساخت یک جنگنده از این پروژه انتقاد کردند و گفتند که بودجهٔ تمام شده کی‌اف-۲۱ دوبرابر جنگنده اف-۱۶ است که از این حیث به سرنوشت پروژه ژاپنی میتسوبیشی اف ۲ گرفتار شده‌است و طبق ارزیابی‌های آنها این پروژه یک محصول موفق جهانی نخواهد بود و مشتریان جهانی نخواهد داشت.

## پیشنهاد ایرباس
در سال ۲۰۱۳ شرکت ایرباس با پیشنهادی وسوسه انگیز به کره اعلام کرد اگر کره جنوبی به جای خریدن اف-۳۵ از آمریکا، جنگندهٔ یوروفایتر تایفون را به عنوان جنگنده آینده خود برگزیند و آن را خریداری کند، شرکت ایرباس ۲ میلیارد دلار در پروژه کی‌اف-۲۱ سرمایه‌گذاری خواهد کرد. ولی کره جنوبی با خریدن اولین اف-۳۵ این پیشنهاد را ناکام گذاشت و ایرباس در پیشنهادی جدید عنوان کرد درصورتی که تنها ۴۰ فروند یوروفایتر خریداری کند این سرمایه‌گذاری را انجام خواهد داد. ولی در سال ۲۰۱۷ کره جنوبی ۴۰ فروند اف-۳۵ خرید و این پیشنهاد نیز ناکام گذاشته شد.

## تأخیر و نامعلوم بودن پروژه
در پی اتهام جاسوسی از این پروژه شرکت سوئدی کناره‌گیری کرد و کشورهای ایالات متحده آمریکا و ترکیه نیز به همکاری در این زمینه پایان دادند. به دستور پارک گون-هه در سال ۲۰۱۳ پروژه به دلیل مشکلات گوناگون به مدت ۱۸ ماه تعلیق شد. در سال ۲۰۱۷ معاون رئیس‌جمهوری اندونزی اعلام کرد که پروژه به دلیل عدم همکاری ایالات متحده در واگذاری فناوری‌های کلیدی موجود در اف-۳۵ با تأخیر روبرو شده‌است. در سال ۲۰۱۸ سران کشور اندونزی با نظر به اینکه پروژه بسیار طول کشیده‌است ابراز امیدواری کردند که با وجود تأخیر زیاد تا سال ۲۰۳۱ برنامه را ادامه خواهند داد.

## ویژگی‌ها
داده‌ها از Defense Acquisition Program Administration (DAPA)
ویژگی‌های عمومی
- خدمه: 1 or 2[۲]
- طول: ۱۶٫۹ متر (۵۵ فوت ۵ اینچ)
- پهنای بال: ۱۱٫۲ متر (۳۶ فوت ۹ اینچ)
- ارتفاع: ۴٫۷ متر (۱۵ فوت ۵ اینچ)
- مساحت بال‌ها: ۴۶٫۵ متر مربع (۵۰۱ فوت مربع)
- وزن خالی: ۱۱٬۸۰۰ کیلوگرم (۲۶٬۰۱۵ پوند)
- وزن ناخالص: ۱۷٬۲۰۰ کیلوگرم (۳۷٬۹۲۰ پوند)
- بیشترین وزن برخاست: ۲۵٬۴۰۰ کیلوگرم (۵۵٬۹۹۷ پوند)
- پیشرانه: ۲ عدد  اف۴۱۴ جی‌ئی۴۰۰, ۵۷٫۸ کیلونیوتن (۱۳٬۰۰۰ پوند-نیرو) thrust  در هر موتور [۵۷] dry, ۹۷٫۹ کیلونیوتن (۲۲٬۰۰۰ پوند-نیرو) با پس‌سوز

عملکرد
- حداکثر سرعت: ۱٫۸۱ ماخ